# Вищий орден Святого Благовіщення

Вищий орден Святого Благовіщення або Орден Аннунціати (італ. Ordine Supremo della Santissima Annunziata) — вищий орден Савойського дому та Італійського Королівства. Кавалери ордена автоматично ставали кавалерами Великого хреста ордена Святих Маврикія та Лазаря й кавалерами Великого хреста ордена Корони Італії.

## Сучасні кавалери ордена
Станом на 2008 рік кавалерами ордена є:
- Віктор Еммануїл Савойський, принц Неаполітанський
- Еммануїл Філіберт Савойський, принц Венеційський
- Амадео Савойський д'Аоста
- Аймоне д'Аоста, герцог Апулійський (позбавлений ордена своїм дядьком принцом Віктором Еммануїлом, але не визнав цього рішення)
- Імператор Японії Акіхіто
- Ерцгерцог Австрійський Отто фон Габсбург
- Король Іспанії Хуан Карлос I
- Цар Болгарії Симеон II
- Кардинал Анджело Содано
- Посол Пеллегріно Чігі
- Король Греції Костянтин II
- Принц Александр Павлович Югославський
- Великий герцог Люксембурзький Анрі
- Король Румунії Міхай I
- Принц Маврикій Гессенський
- Маркіз Альфредо Соларо дель Борго
- Принц Карл Вюртемберзький
- Король Бельгії Альберт II
- Принц Маріано Уго цу Віндішгрец
- Цесаревич і Великий Князь Георгій Михайлович
- Спадковий принц Нікола II Петрович-Негош Чорногорський

## Історія

### Орден Ланцюга
Започатковано 1362 року Амадеєм VI, графом Савойським (1343–1383) під назвою ордена Ланцюга (італ. Ordine del collare). Орден започатковано з нагоди одруження сестри графа Б'янки з Галеаццо Вісконті.
Амадей VIII Миролюбний (1391–1451) 1409 року заклав статут ордена, доповнений у 1431 та 1433 роках. В цьому статуті визначалось, що кількість лицарів, що не перевищує п'ятнадцяти, символізує п'ятнадцять радощів Діви Марії.
Храмом ордена було визначено храм П'єр Шатель. Там розміщуються могили перших кавалерів.
Життя лицарів визначалось релігійними правилами, були передбачені особливі процедури посвяти, поховання й заповідання майна.
Лицарі мали завжди носити ордена та не бути членами інших орденів.
1433 року було передбачено вигнання з ордена тих, хто чинив проти честі, чесності та лояльності. За всю історію ордена з нього були вигнані четверо: першим у XVII столітті був Філіберто Ферреро Ф'єскі, принц Массерано, винний у наданні допомоги іспанцям проти герцога, останнім — Беніто Муссоліні 1943 року.

### Орден Благовіщення

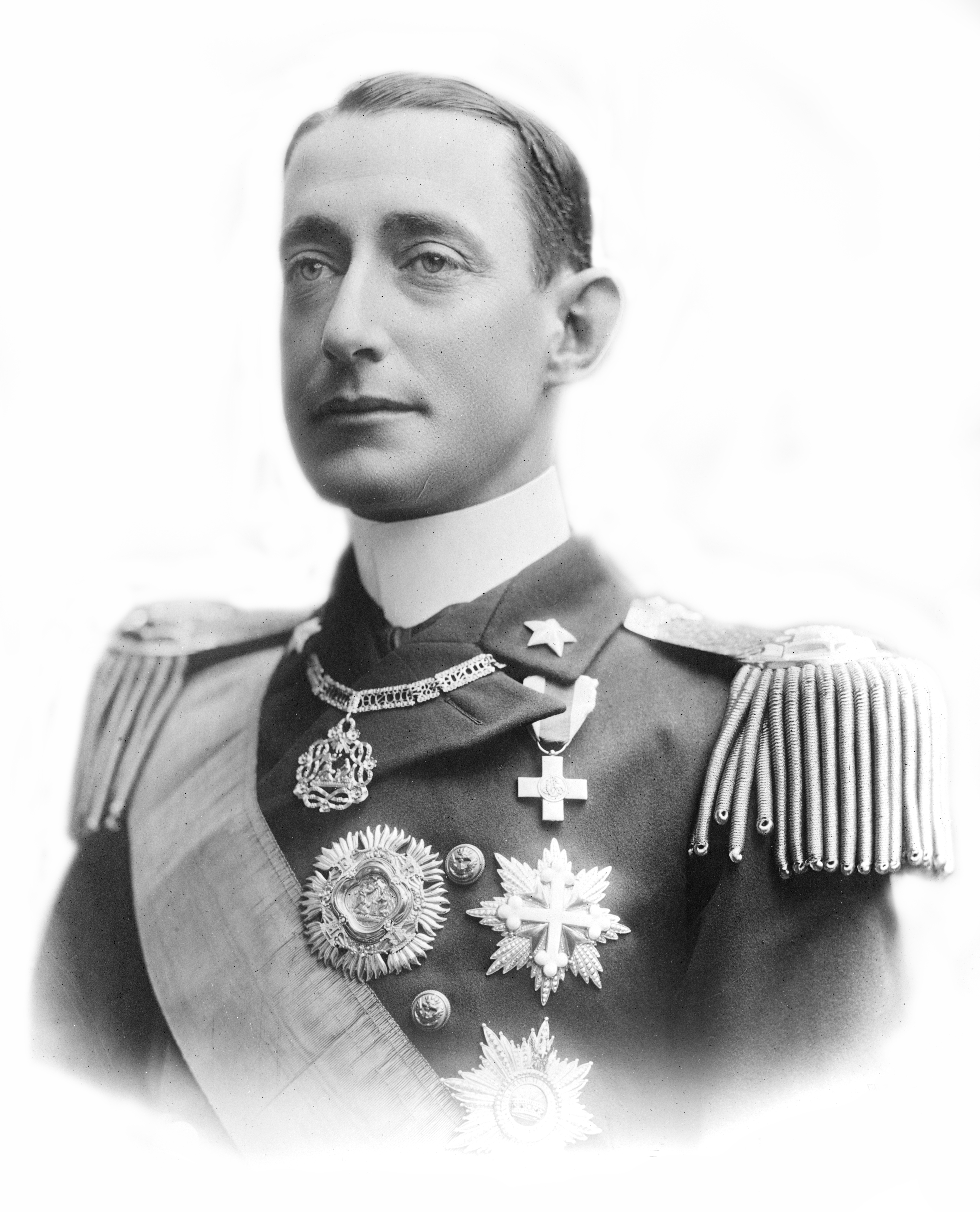
Луїджі Амедео, герцог Абруццький зі знаками ордена Аннунціати

1518 року герцог Карл III Добрий надав ордену найменування ордена Благовіщення (Аннунціати). Кількість лицарів установлено у 20 чоловік.
У той же період орден було проголошено суверенним, що виводило орден з-під юрисдикції звичайної магістратури.
У 1570 та 1577 роках герцог Еммануїл Філіберт продовжив реформування ордена, зокрема, виключив з максимального числа у двадцять лицарів спадкового принца й самого герцога.
Претенденти мали бути знатного походження, як мінімум у п'ятому поколінні. Новий статут також запровадив все більше привілеїв для лицарів. Вони всі були сенаторами, ніхто не мав над ними влади, окрім суверена, вони звільнялись від податків. Тоді ж храмом ордена стала церква Камальдолезі в Турині.
З 1721 року орден почав належати Сардинському королівству та існував без змін до 1840 року, коли король Сардинії Карл Альберт оголосив храмом ордена монастир Колленьйо, так було до 1855 року, коли Віктор Еммануїл II перемістив храм ордена до Палатинської капели королівського палацу в Турині.
З 1860 до 1946 року орден був вищим орденом Італійського Королівства. З 1860 року Віктор Еммануїл вперше порушив правило щодо знатного походження кавалерів.
З 3 липня 1869 року ордену надано характер ордена заслуг. Відтоді ним могли бути нагороджені й ті, хто не належав до аристократії, за значні військові й цивільні заслуги перед монархією. Кількість лицарів ордена, залишаючись офіційно не більшою за двадцять, фактично було збільшено за рахунок того, що з максимального числа були виключені духовні особи та іноземці. Кавалери ордена йменувались кузенами короля та отримували право йменуватись «Превосходительство» (італ. eccellenza). Посвята в орден відтоді здійснювалась за рішенням лицарів, а не короля, який тільки вислуховував думку лицарів. У деяких випадках знаки ордена покладались на осіб некатолицького віросповідання, такими стали, наприклад 1815 року герцог Веллінгтон та 1915 року принц Уельський.
Королівським декретом від 25 серпня 1876 року встановлено, що Секретарем ордена має бути голова Ради міністрів.
Указом від 14 березня 1924 року Віктор Еммануїл III установив, що до двадцяти лицарів ордена, окрім священнослужителів та іноземців, можуть бути додані особи королівської крові за прямою лінією до четвертого покоління.
Орден припинив визнаватись в Італії після падіння монархії та вигнання короля Умберто II, однак зберігся як династичний орден і продовжує вручатись королем та його спадкоємцями у вигнанні.

## Знаки ордена

Ланцюг Вищого ордена Святого Благовіщення на гербі Італійського Королівства

Знаком ордена є шийний ланцюг, що складається з «савойських вузлів», які чергуються з трояндами й написом «F.E.R.T.». До ланцюгу кріпиться золотий знак ордена — три переплетених «савойських вузли». Походження троянд як ланок ланцюгу пов'язують із золотою трояндою, яку папа Урбан V вручив графу Амедео VI 1344 року. Троянда символізує цноту Марії.
|         |
| Стрічка |
| Кавалер |

Первинно ланцюг ордена був простої роботи: золотий обруч, що складався з двох закруглених пластин, які застібались позаду на шиї за допомогою гачка, на цих двох пластинах були викарбувані чотири написи «F.E.R.T.». Спереду, на грудях розміщувався знак ордена, який міг мати варіації — на смак власника до нього могли бути додані зображення хрестів, квітів та інших символів. Амадей VIII затвердив вид орденських знаків. Вони складались зі срібного посрібненого ланцюга та підвіски-знаку, що складалась із трьох «савойських вузлів», які символізують непорушний союз, та не повинні були мати інших складових. У ланцюгу мало бути п'ятнадцять троянд.
1518 року герцог Карл III Добрий додав на підвіску сцену Благовіщення. Троянди в ланцюгу також змінились: відтоді в ланцюгу було сім червоних і сім білих троянд, а центральна троянда стала наполовину білою та наполовину червоною з золотими шипами по краях.
У статуті Карла Еммануїла було встановлено, що орденський знак може носитись на ланцюгу чи без нього, з шовковим бантом, залежно від ситуації. Надалі були запроваджені різновиди ланцюгу — великий та малий.
1869 року було офіційно затверджено використання великого й малого ланцюга. Великий ланцюг носився в день Різдва Христова, у свято Благовіщення, під час національних і палацових урочистостей. Разом із великим ланцюгом була започаткована нагрудна зірка ордена, яку слід носити разом із великим ланцюгом. Зірка носилась на лівому боці грудей. У всіх решта випадків вимагалось носити малий ланцюг без зірки. Великий ланцюг по смерті власника, окрім рідкісних офіційно дозволених випадків, поверталась родичами померлого королю. Кожен повернутий ланцюг реєструвався в списку кавалерів ордена.